# Juri Gagarin (Musikgruppe)
Juri Gagarin war eine deutsche Electro-Band.

## Allgemeines
Sie bestanden aus den Bandmitgliedern Sergej Halosin (alias Säge), Arnold Kinzel (alias Arni) und Friederike Herr (alias Flicke) und war bei dem Hamburger Label Audiolith Records unter Vertrag. Ihre Songs beinhalten außergewöhnliche Synthesizerklänge und Pop-Elemente. Juri Gagarin war vor allem eine Live Band. Die Alben repräsentieren nur einen Teil ihres Stils.
Sie gaben regelmäßig und häufig Konzerte, meistens im deutschsprachigen Raum. Die Veranstaltungen, bei denen sie auftraten, reichen von kleinen Clubs bis zu mittleren Konzerten.

## Geschichte
Die Band ist nach dem sowjetischen Kosmonauten Juri Gagarin, dem ersten Menschen im Weltraum, benannt. 1990 kamen alle drei Bandmitglieder nach Deutschland. Auf der offiziellen Website heißt es dazu: 

„Von der kasachischen, usbekischen Steppe und New York City durch die Lüneburger Heide nach Hamburg.“

 In Lüneburg gründeten Säge und Arni während ihrer Schulzeit ihre erste Hardcoreband und brachten erste Schallplatten heraus. Im Proberaum des Jugendzentrums lernten sie Flicke kennen. Sie kam aus New York City und lehnte es ab, in deutscher Sprache zu singen. Nach mehreren Bandauflösungen und Neugründungen kamen sie schließlich nach Hamburg zu Lars Lewerenz und dem noch jungen Audiolith. Dies war der Ausgangspunkt für das Projekt Juri Gagarin. Im Dezember 2010 und Januar 2011 gaben Juri Gagarin schließlich ihre Abschiedstour, die das Ende der Musikgruppe besiegelte.

## Entwicklung des Musikstils
Der Musikstil der Band hat sich mit der Zeit sehr verändert. In den Anfängen noch ausschließlich Hardcore, wandelte er sich mit der Zeit in Elektro. Im Album Energia ist Flicke erstmals als Sängerin aktiv, im Lied Supermarkt. Der neue Musikstil gefiel und somit wurden im folgenden Album Cobra fast alle Titel mit ihrem Gesang belegt.
Mit diesem letzten Schritt hatte sich der Pop fest in den Elektrostil von Juri Gagarin verankert.

## Diskografie

### Alben
- 2002:	Wabot-2
- 2008: Energia (Audiolith)
- 2009: Cobra (Audiolith)[3]

### Singles
- 2003: Dos Stilettos - Lowtechdisco (Single) 7" Vinyl (Audiolith)
- 2009: Wet Dreams